# Biblioteca memorial Shahid Khorshed
La Biblioteca memorial Shahid Khorshed es la biblioteca del Colegio de Cadetes de Mirzapur, uno de los 12 colegios de cadetes del país asiático de Bangladés. La biblioteca lleva el nombre del mártir de la Guerra de Liberación de Bangladés Shahid Khorshed. El edificio principal de la biblioteca se encuentra junto al auditorio de la universidad en el bloque academia. En la actualidad hay alrededor de 18.000 libros en la biblioteca.